# Kruistocht tegen Mahdia (1087)
De Kruistocht tegen Mahdia in 1087 was een aanval op de Noord-Afrikaanse stad Mahdia door gewapende schepen van de Noord-Italiaanse maritieme republieken Genua en Pisa. De aanleiding voor deze campagne was de piraterij van de heerser der Ziriden, Tamim ibn al-Mu'izz (1062-1108), in de wateren rond het Italiaanse schiereiland, en daarnaast diens inmenging op Sicilië in de strijd tegen de Normandische invasie. De aanval werd geleid door Huguccio van Pisa, met militaire hulp van Rome en de Genuese marine; de edelman Pantaleone uit Amalfi was er ook bij betrokken, en de hele onderneming had de steun van Mathilde van Toscane. Men slaagde erin de stad te veroveren, maar niet om deze te behouden; de opbrengst van de plunderingen werd besteed aan de Kathedraal van Pisa en om een nieuwe kerk te bouwen.
Kruistochthistoricus Carl Erdmann beschouwt de inval als een directe voorloper van de Eerste Kruistocht, die acht jaar later plaatsvond ("ganz als Kreuzzug ausgeführt"), omdat deze werd uitgevoerd onder de vlag van Sint-Pieter tegen een moslimheerser die in de verslaglegging werd gedemoniseerd en een vorm van  aflaat aan de aanvallers werd verleend door paus Victor III .
De belangrijkste informatiebron voor de campagnes is de Carmen in Victoria Pisanorum, al enkele maanden later geschreven door een geestelijke uit Pisa.